# Clarence, le lion qui louchait
Pour plus de détails, voir Fiche technique et Distribution.
Clarence, le lion qui louchait (Clarence, the Cross-Eyed Lion) est un film américain d'Andrew Marton sorti en 1965.

## Synopsis
En Afrique de l'Est, le Dr Marsh Tracy dirige un centre d'étude du comportement animal de Wameru. Un jour, une tribu lui signale la présence d'un lion, qui a des comportements étranges. Marsh Tracy, accompagné de sa fille Paula, part donc recueillir le lion, et découvre qu'il est atteint de strabisme, ce qui en effet le handicape pour chasser les proies et le rend inoffensif, d'où son comportement étrange. Le Dr Marsh Tracy envisage dans un premier temps de le soigner, puis de le relâcher dans la nature ; cependant, Paula, qui s'est tissé un lien d'amitié avec ce lion particulièrement câlin, décide de l'adopter, et le surnomme Clarence. Marsh Tracy en est vite convaincu.

## Fiche technique
- Titre original : Clarence, the Cross-Eyed Lion
- Titre français : Clarence, le lion qui louchait
- Réalisation : Andrew Marton
- Scénario : Alan Caillou, Art Arthur et Marshall Thompson
- Musique : Al Mack
- Directeur de la photographie : Lamar Boren
- Montage : John B. Woelz
- Directeurs artistiques : George W. Davis et Edward Imazu
- Producteur : Leonard B. Kaufman
- Sociétés de production : Ivan Tors Productions, Metro-Goldwyn-Mayer
- Pays :  États-Unis
- Langue originale : Anglais
- Format : Couleurs - 1,85:1 - 35 mm
- Genre : Aventures
- Durée : 1 h 38 minutes
- Principaux lieux de tournages[1]: 
  - Africa USA (extérieurs), Acton, Californie (États-Unis)
  - Greenwich Studios (intérieurs), Miami, Floride (États-Unis)
- Date de sortie : 4 août 1965

## Distribution
- Marshall Thompson : le Dr Marsh Tracy
- Betsy Drake : Julie Harper
- Richard Haydn : Rupert Rowbotham
- Cheryl Miller : Paula Tracy
- Alan Caillou : Carter
- Rockne Tarkington (en) : Juma
- Maurice Marsac : Gregory
- Robert DoQui : le sergent
- Albert Amos : Husseini
- Dinny Powell : Dixey
- Mark Allen : Larson

## Autour du film
Le film fut tourné à 43 km au nord de Los Angeles, à Africa USA, en Californie, un ranch d'animaux sauvages, propriété à l'époque du dresseur Ralph Helfer. Des séquences de paysages africains furent insérées au montage pour donner plus de réalisme. Les scènes d'intérieur ont été tournées à Greenwich Studios, à Miami.
Le film a été suivi par la série Daktari avec les mêmes acteurs, dont Marshall Thompson et Cheryl Miller.